# ビクトール・オルセル

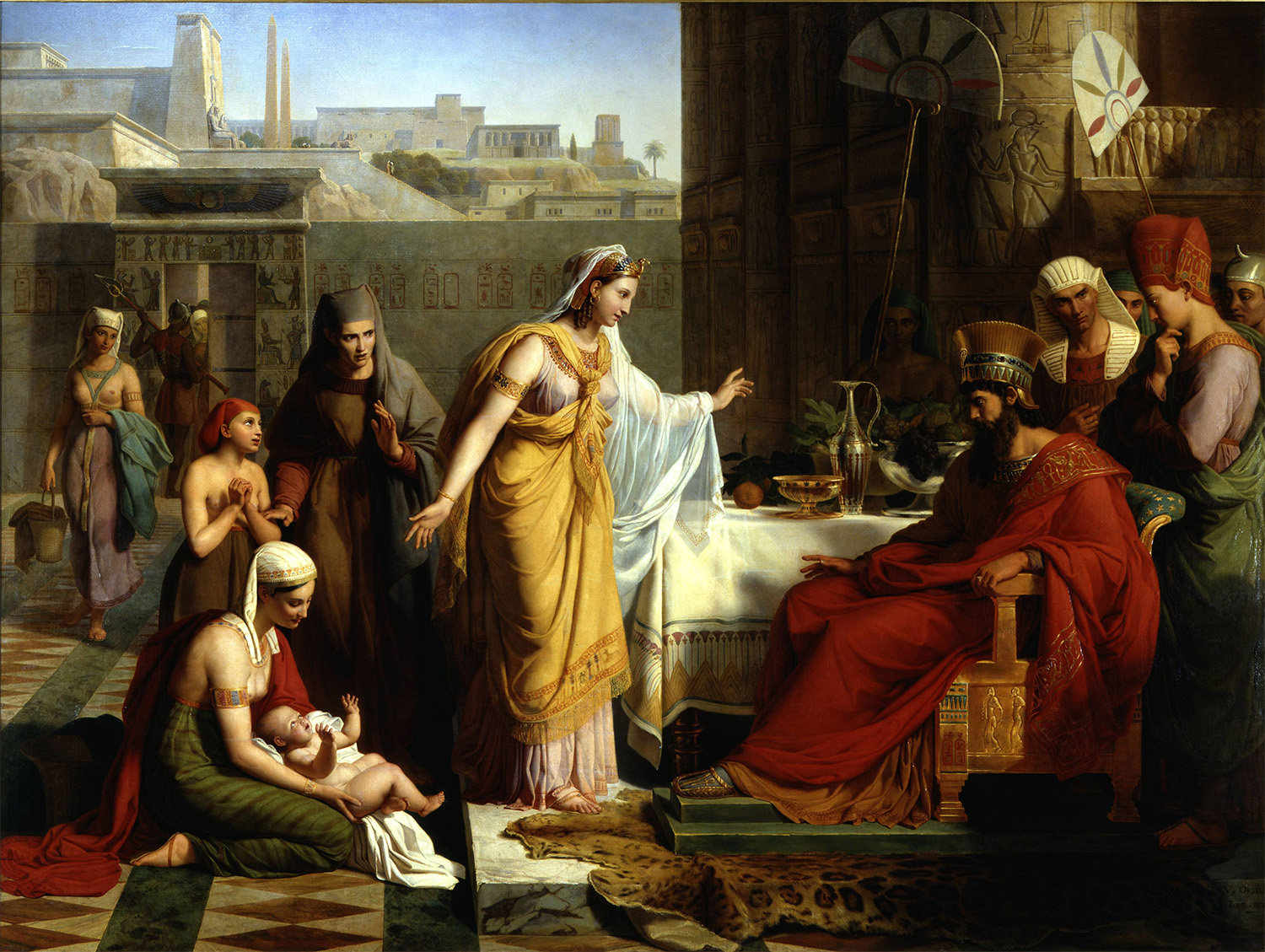
ビクトール・オルセル作「ファラオの前の幼児モーゼ」(1830)、リヨン美術館

ビクトール・オルセル（André Jacques Victor Orsel,1795年5月25日 - 1850年11月1日）は、フランスの画家である。ローマでナザレ派の画家の影響を受け、宗教を題材にした作品を描いた。

## 略歴
ローヌ県（現在はメトロポール・ド・リヨン）のウランで生まれた。老舗の商人の家の出身で父親はリヨンで繊維製品の製造所を経営していた。兄弟にはウランとタラールの市長を務めたアンドレ・ジャック・オルセル（André-Jacques Orsel: 1784-1868）や兵士となったジャン（Jean Orsel: 1787-1847）、文筆家となったピエール・ジャン＝ジャック（Pierre Jean-Jacques Orsel: 1791-1858）がいた。
1809年にリヨンの美術学校（当時の名称は École impériale des beaux-arts de Lyon、後にリヨン国立高等美術学校に改名）でピエール・レヴォワルに学んだ後、パリに出てピエール＝ナルシス・ゲランに学んだ。ゲランが在ローマ・フランス・アカデミーの校長となってローマに移ると、オルセルもローマに同行した。ローマには1830年まで滞在し、当時ローマにいたナザレ派の画家ヨハン・フリードリヒ・オーファーベックやその仲間たちと交流した 。ローマに残る中世の美術作品を模写して自らの作品のスタイルを確立した。
パリに戻ると、パリ市からの依頼で、ノートルダム・ド・ロレット教会(Église Notre-Dame-de-Lorette)の装飾画を描いた。ローマで知り合ったアルフォンス・ペラン（Alphonse Périn: 1798-1874）が協力し、ミシェル・デュマ（Michel Dumas: 1812–1885）が助手を務めた。
1850年にパリで亡くなった。オルセルの弟子にはルイ・ジャンモらがいる。

## 作品

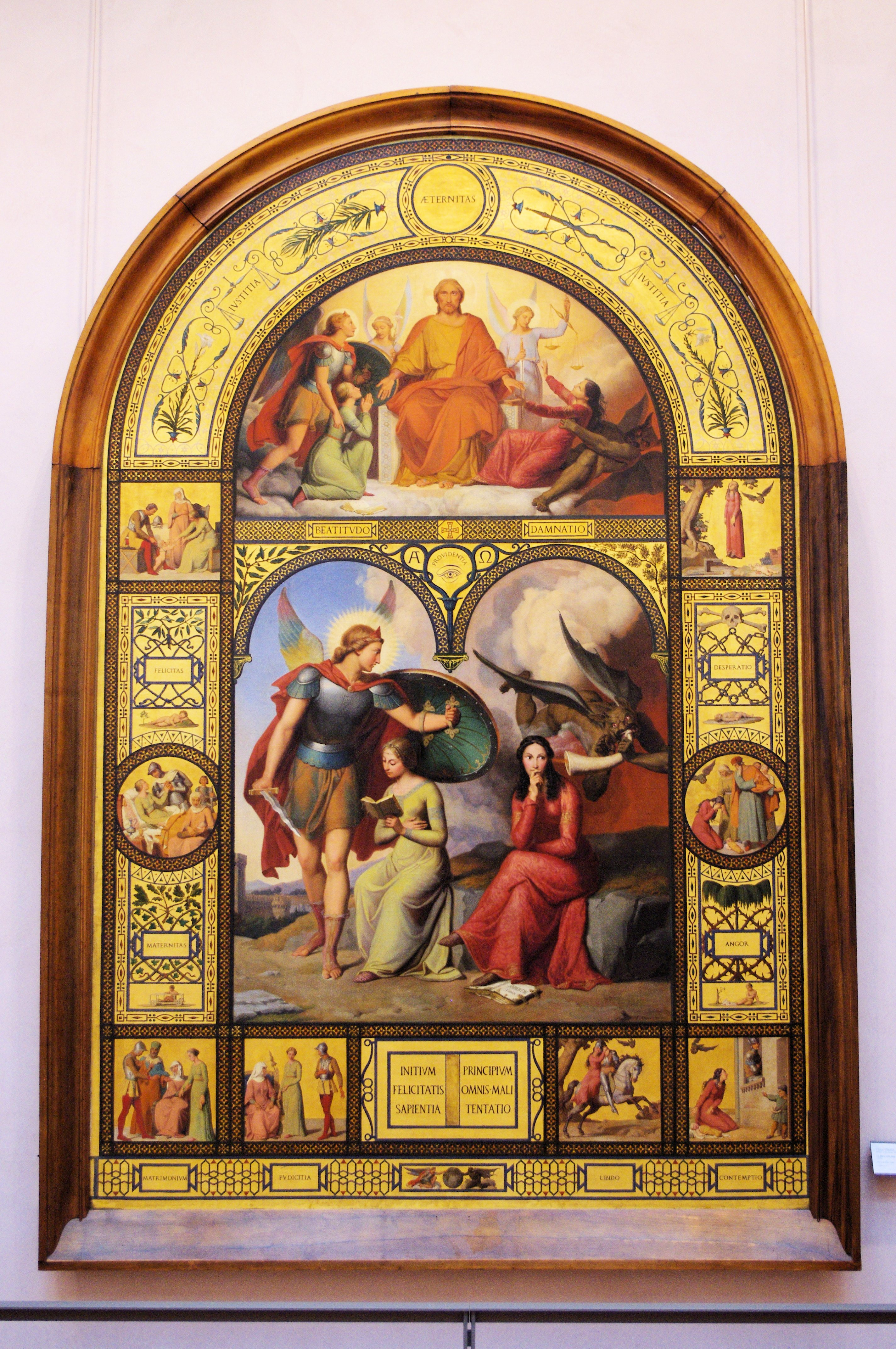
「善悪のたとえ」(1829/1832) リヨン美術館
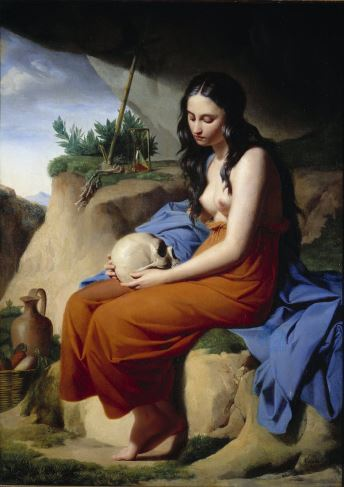
「マグダラのマリア」
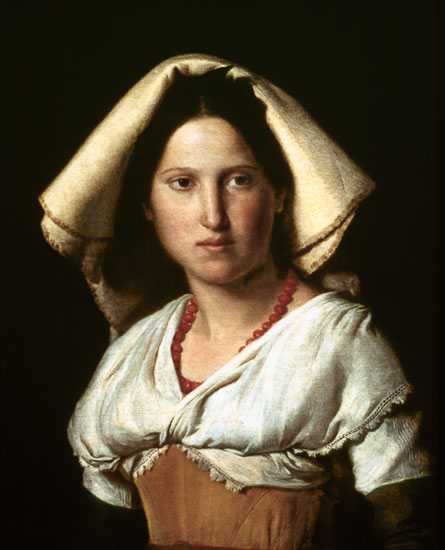
Vittoria Caldoniの肖像画（多くのナザレ派の画家のモデルとなった女性） リヨン美術館

## 関連文献
- Henry Trianon, Victor Orsel, notice biographique, Imprimerie de E. Brière, 1851 (16 pages)
- Alphonse Périn, Hommage à Victor Orsel (1795-1850), Paris, 1860. (various documents by, referring to, and in honor of Orsel)
- Marie-Claude Chaudonneret, La peinture troubadour : deux artistes lyonnais : Pierre Révoil (1776-1842), Fleury Richard (1777-1852), Éditions Athena, 1980.